# Rainer Beckert
Rainer Beckert (* 26. August 1952 in Dresden) ist ein deutscher Chemiker und Professor für organische Chemie im Ruhestand.

Rainer Beckert

## Leben
Beckert studierte ab 1976 Chemie an der Technischen Universität Dresden (TU Dresden) und wurde als Doktorand von Roland Mayer (1927–2013) an der TU Dresden 1980 promoviert (Thema: „Beiträge zur Chemie der N-Sulfinylamine“). Nach Forschungstätigkeit für das VEB Chemisches Kombinat Bitterfeld habilitierte sich Beckert dort 1987 (Thema: „Aktivierte Oxalsäurederivate als C2-Bausteine“). 1988 wechselte er zur Friedrich-Schiller-Universität Jena (FSU Jena) als Oberassistent. Nach der deutschen Wiedervereinigung war Beckert 1991 Gastprofessor an der Universität Würzburg, 1993 folgte er einem Ruf als Ordentlicher Professor an die FSU Jena. Dort wirkte er bis 2018 als Professor für Organische Chemie.

## Werk
Zu seinen Forschungsschwerpunkten zählten die organische Schwefelchemie, Heterocyclen-Synthesen, Materialwissenschaften (funktionelle Farbstoffe) und Steroidmodifizierungen. Beckert ist Autor von etwa 180 wissenschaftlichen Publikationen. Das bekannte Praktikumslehrbuch „Organikum“ mit einer Gesamtauflage von fast 400 000 Exemplaren wird seit 1962 wesentlich durch Heinz G. O. Becker, Günter Domschke, Klaus Schwetlick und Egon Fanghänel geprägt; seit 1995 ist Beckert Mitglied des Autorenteams. Dieses Standardwerk liegt inzwischen in der 24. Auflage. (bei Wiley-VCH) Das Organikum wurde in zehn Sprachen übersetzt.

## Veröffentlichungen (Auswahl)
- C. Käpplinger, R. Beckert, W. Günther, H. Görls: 1,4,5,8-Tetraazafulvalenes – A convienent One-Pot Synthesis and their Conversion to fused ring Systems, Liebigs Ann./Recueil 1997, 617
- T. Billert, R. Beckert, P. Fehling, M. Döring, H. Görls: A new synthetic entry to fused Azaquinones by a Cycloaddition/Ring Transformation Sequence starting from Pyrido[1,2-a]pyrazines, Tetrahedron 53, 5455 (1997)
- K. Wagner, D. Weiss, R. Beckert: New Luminescent Materials Based on a Steroid Molecule, Eur. J. Org. Chem. 2000, 3001
- T. Gebauer, R. Beckert, D. Weiß, K. Knop, C. Käpplinger, H. Görls: Mesoionic Bora-Tetraazapentalenes – Fully Reversible Two Step Redox Systems, Chem. Commun. 2004, 1860–61
- M. Matschke, C. Käpplinger, R. Beckert: Bis-4H-imidazoles – Tetraazafulvalenes – 2,2’-Biimidazoles: Three Variations to one Redox System, Tetrahedron 2006, 62, 8586–8590.
- F. Stöckner,  R. Beckert, D. Gleich, E. Birckner, W. Günther, H. Görls, G. Vaughan: Polyaza-Acenes – on the Way to Stable, Fluorescent and Redox-Active Derivatives, Eur. J. Org. Chem. 2007 1237–1243
- G. Buehrdel, R. Beckert, E. Birckner, U.-W. Grummt, B. Beyer, J. Weston, H. Goerls: A Simple One-Pot Synthesis of Solvatofluorescent Push-Pull Thiophenes, Eur. J. Org. Chem. 2007, 5404–5409
- J. Fleischhauer, R. Beckert,  Y. Jüttke, D. Hornig, W. Günther, E. Birckner, U.-W. Grummt, H. Görls: From By-Products to Efficient Fluorophores: A Novel Route for the Synthesis of Fluorubines, Chemistry-Eur.  J. 2009, 12799–12806
- Luiz Francisco Monteiro Leite Ciscato, D. Weiss, R. Beckert, E. Leite Bastos, F. Heering Bartolonia, W. J. Baader: Chemiluminescence-based Uphill Energy Conversion, New J. Chem. 2011, 35, 773–775
- E. Täuscher, D. Weiß, R. Beckert, J. Fabian, A. Assumpção, H. Görls: Classical Heterocycles with Surprising Properties: The 4-Hydroxy-1,3-thiazoles, Tetrahedron Letters 2011, 52, 2292–2294